# The Sacrament of Sin
The Sacrament of Sin – siódmy album studyjny niemieckiej grupy power metalowej Powerwolf, wydany 20 lipca 2018 roku przez Napalm Records. Zespół napisał go w 2017 roku i zaczął nagrywać na początku przyszłego roku w szwedzkim Fascination Street Studios w Örebro. Jako producent był zaangażowany Jens Bogren, była to jego pierwsza praca produkcyjna dla Powerwolf, a Joost van den Broek asystował zespołowi z orkiestrami. Muzycznie album jest znacznie bardziej różnorodny niż poprzednie nagrania, zmieniła się ekspresja organów, dodano orkiestrę i pojawiły się nowe elementy, takie jak dudy lub flet, zespół nagrał balladę wraz z fortepianem po raz pierwszy w swojej historii. Głównym tematem albumu z punktu widzenia tekstów jest grzech, ale nie jest to album koncepcyjny.
Album został pozytywnie oceniony przez krytyków, podkreślając przede wszystkim nowe elementy, które Powerwolf wprowadził do swojej muzyki. Album rozkwitał także komercyjnie, zajmując pierwsze miejsce na listach przebojów w Niemczech, a także w kilku innych krajach. Aby wesprzeć album, zespół wyruszył w europejską trasę koncertową w 2018 i 2019.
14 września 2018 album wygrał nagrodę niemieckiego Metal Hammer za najlepszy album roku.

## Tło
Zespół Powerwolf, głównie gitarzysta i główny kompozytor Matthew Greywolf, rozpoczął prace nad siódmym albumem studyjnym po europejskiej trasie koncertowej, która odbyła się zimą 2017 roku. Cały proces komponowania odbywał się w krótkich przerwach powodowanych przez pojawienie się na letnich festiwalach i koncertach solowych, do października tego samego roku. Na muzyczną ekspresję utworów wpłynęła płyta Metallum Nostrum, na której zespół nagrał covery utworów różnych artystów i która została wydana jako dodatek do poprzedniego albumu Blessed & Possessed (2015). To, według gitarzysty Matthew Greywolfa, pokazało zespołowi, że „mogą grać o wiele więcej odmian muzyki niż dotychczas i nadal będą brzmieć jak Powerwolf”. Na przykład po raz pierwszy w historii dudy i flet zostały wprowadzone do muzyki Powerwolf, na organy zastosowano znacznie szerszy indeks, a zespół nagrał także balladę fortepianową po raz pierwszy w swojej karierze. Innym ważnym wpływem na brzmienie albumu była wymiana producenta; Powerwolf zwrócił się do Jensa Bogrena (Bogren brał również udział w Blessed & Possessed, ale tylko w końcowym miksie i masteringu).
Powerwolf i Bogren zaczęli nagrywać album w styczniu 2018 roku w szwedzkim Fascination Street Studios w Örebro, a proces trwał do marca tego samego roku. Zespół postanowił zmienić zespół produkcyjny, ponieważ nie chciał stagnacji w jednym miejscu, ale chciał się poruszać muzycznie. Wszystkie sześć poprzednich albumów zespołu zostało nagranych z Fredrikiem Nordströmem. Współpraca z Bogrenem poprzedzona była dyskusją nad brzmieniem zespołu, która według Greywolfa pomogła również grupie zrozumieć siebie. Według Falka Marii Schlegela nowa produkcja przyniosła korzyść piosenkom, ponieważ wiele instrumentów zostało nagranych w studio w jednym kawałku, a nie w częściach. W rezultacie kompozycje „oddychają więcej”. Niektóre kompozycje zawierają także dużą liczbę orkiestracji, które są dziełem Bogrena i Joosat van den Broeka.
Album został zatytułowany The Sacrament of Sin, przetłumaczony jako „Sakrament Grzechu”. Temat grzechu pojawia się w niektórych utworach dotyczących „czym jest grzech i jak człowiek staje się grzesznikiem”. Przed wydaniem albumu grupa wydała cztery single; „Demons Are a Girl’s Best Friend”, „Midnight Madonna”, „Fire & Forgive” oraz „Incense & Iron”. Wszystkie z nich zostały wydane po raz pierwszy tylko w formie cyfrowej, pierwszy z nich później również fizycznie jako edycja specjalna dostępna tylko na festiwalu Masters of Rock w Czechach. W ten sposób zespół chciał podziękować czeskim fanom za złotą płytę, którą otrzymał za Blessed & Possessed.

## Wydanie
The Sacrament of Sin został wydany 20 lipca 2018 roku za pośrednictwem Napalm Records. Oprócz podstawowej edycji z płytami CD z utworami z The Sacrament of Sin, wydana została również rozszerzona wersja z dodatkowym albumem Communio Lupatum, zawierającym przerobione utwory Powerwolf przez inne zespoły metalowe. Te dwa albumy zostały również wydane w limitowanej edycji „Priest Edition”, zawierającej oprócz orkiestrowych wersji piosenek również różne uzupełniające się prezenty, takie jak krzyż lub szalik. W zamówieniach za pośrednictwem Napalm Records i sklepu muzycznego EMP Merchandising utwór „Midnight Madonna” został dodany jako bonus.
Autorką okładki albumu jest Zsofia Danková mieszkająca na Słowacji. Okładka przedstawia wilka z kapturem trzymającego na sznurkach księdza i diabła. Według Greywolfa pokazuje to, że „rolę zła i dobroci można przypisać indywidualnym postaciom z czymś większym, co może je kontrolować”. Po wydaniu okładki Internet zaczął omawiać możliwą aluzję do okładki albumu The Number of the Beast (1982) zespołu Iron Maiden, na której maskotka zespołu Eddie trzyma marionetkę diabła. Według Dankovej i Greywolfa jest to tylko zbieg okoliczności.

## Kompozycja
Album rozpoczyna szybki utwór „Fire & Forgive”, który również został wydany jako singiel. Tekst dotyczy wybaczania. Po nim następuje pierwszy singiel „Demons Are a Girl’s Best Friend”, który daje pierwszeństwo organom. Piosenka, która ma motywy popowych melodii, tekstowo dotyczy pokus i grzechu. Podczas gdy dwie pierwsze piosenki są grane w klasycznym stylu Powerwolf, trzeci „Killers with the Cross” jest bardziej chwalebny i przypomina Sabaton. Tekst mówi o polowaniu na wampiry z krzyżem w ręku. Pozytywnie nastrojona jest także kolejna piosenka „Incense & Iron”, która prezentuje dudy. Ta piosenka została wydana jako trzeci singiel. Następnie „Where the Wild Wolves Have Gone”, pierwsza ballada w historii zespołu. Podczas gdy refrenowi towarzyszą elementy orkiestrowe oprócz gitar; struny i oddechy, poszczególne zwrotki mają akompaniament fortepianowy. Pierwsza połowa albumu kończy się piosenką „Stossgebet”, która jest drugą w historii zespołu śpiewaną w języku niemieckim.
Druga połowa albumu kontynuowana jest utworem „Nightside of Siberia”, opartym na gitarowych riffach podobnych do Amon Amarth. Kolejna piosenka to tytułowy „The Sacrament of Sin”, który podobnie jak otwierający „Fire & Forgive”, grany jest w typowym stylu Powerwolf. Ósmy „Venom of Venus” zaczyna się od klasycznego wokalu Attili Dorna i towarzyszy mu zmiana prędkości; podczas gdy refren grany jest szybciej, poszczególne zwrotki są wolne. „Nigtime Rebel”, najwolniejsza piosenka na tym albumie, zawiera organy, ale gitary są również preferowane. Na poprzednich albumach Powerwolf zwykle kończyło się wolniejszym i dłuższym utworem, ale wraz z The Sacrament of Sin wybrali szybki i krótki „Fist by Fist (Sacralize or Strike)” jako ostatni utwór.

## Krytyka
Metal Hammer zauważył „drobne szczegóły, które uzupełniają dźwięk, ale idealnie pasują do podanych dziwactw” i zapytał „ile zmian dokonałby zespół przy tak dobrze zdefiniowanych znakach towarowych. Za wiecznym oskarżeniem kryje się najwyższa sztuka: Powerwolf rozwija się tak niepozornie w małych kroki i subtelne niuanse, które wydają się jakby nic nie zmieniły, ale „po prostu” wydały kolejny świetny album”. Metal.de stwierdził, że zespół był „w większości wierny swojemu długoletniemu stylowi” i doszedł do wniosku: „Powerwolf udowodnił w The Sacrament of Sin, że przez lata nie stracili żadnej nieokiełznanej pasji. Album numer siedem oferuje jedenaście grzesznie pięknych hymnów dla wszystkich apostołów power metalowych, którzy czasami dostarczają wiele emocji, a czasem z nieubłaganą szybkością dla wielbienia heavy metalu”.

## Kontrowersje
Teledysk do utworu „Fire & Forgive” został nagrany w kościele pw. św. Marii Magdaleny w Ścinawce Średniej w Polsce. Po opublikowaniu go w serwisie YouTube 22 czerwca 2018 rzecznik Świdnickiej Kurii Biskupiej dr. Daniel Marcinkiewicz wydał oświadczenie:

W związku z publikacją na kanale YouTube teledysku „Fire & Forgive” zespołu Powerwolf z dnia 22 czerwca 2018 r. Świdnicka Kuria Biskupia oświadcza, iż Ksiądz Proboszcz Parafii pw. św. Marii Magdaleny w Ścinawce Średniej wyraził zgodę w dobrej wierze na nagranie scen filmowych w kościele. W rzeczywistości sceny nagrane w świątyni, zostały użyte do niewłaściwych celów, co stanowi nadużycie zarówno w stosunku do sakralności miejsca, jakim jest kościół, jak również wobec zaufania, jakie wykazał Ksiądz Proboszcz odpowiedzialny za tę świątynię.
Wobec powyższego Ksiądz Proboszcz wyraża ubolewanie, że doszło do tego rodzaju zdarzenia, przepraszając wszystkich, którzy mieli prawo poczuć się tą sytuacją urażeni oraz oświadcza, że zdecydowanie jest przeciwny wykorzystywaniu kościoła i innych miejsc sakralnych do celów naruszających świętość i profanujących te miejsca.

Wiele polskich gazet opisało zdarzenie. Większość z nich nazywała Powerwolf zespołem satanistycznym i anty-kościelnym.

## Lista utworów
| Nr  | Tytuł utworu                         | Długość |
| --- | ------------------------------------ | ------- |
| 1.  | „Fire & Forgive”                     | 4:30    |
| 2.  | „Demons Are a Girl’s Best Friend”    | 3:38    |
| 3.  | „Killers with the Cross”             | 4:09    |
| 4.  | „Incense & Iron”                     | 3:57    |
| 5.  | „Where the Wild Wolves Have Gone”    | 4:13    |
| 6.  | „Stossgebet”                         | 3:53    |
| 7.  | „Nightside of Siberia”               | 3:53    |
| 8.  | „The Sacrament of Sin”               | 3:26    |
| 9.  | „Venom of Venus”                     | 3:28    |
| 10. | „Nighttime Rebel”                    | 4:03    |
| 11. | „Fist by Fist (Sacralize or Strike)” | 3:32    |
|     |                                      | 42:42   |

- 12. „Midnight Madonna” – 3:34 (bonus)

### Communio Lupatum
1. „Sacred & Wild” (w wykonaniu Epica)
2. „We Drink Your Blood” (w wykonaniu Saltatio Mortis)
3. „Kiss of the Cobra King” (w wykonaniu Caliban)
4. „Resurrection by Erection” (w wykonaniu Battle Beast)
5. „Night of the Werewolves” (w wykonaniu Heaven Shall Burn)
6. „The Evil Made Me Do It” (w wykonaniu Kadavar)
7. „Let There Be Night” (w wykonaniu Kissin' Dynamite)
8. „Amen & Attack” (w wykonaniu Mille Petrozza i Marc Görtz)
9. „Army of the Night” (w wykonaniu Amaranthe)
10. „When the Saints Are Going Wild” (w wykonaniu Eluveitie)

## Wykonawcy
- Attila Dorn – śpiew
- Matthew Greywolf – gitara
- Charles Greywolf – gitara basowa
- Falk Maria Schlegel – instrumenty klawiszowe
- Roel van Helden – perkusja